# Guido Di Vanni
Guido Di Vanni (Rosario, 11 giugno 1988) è un calciatore argentino con cittadinanza italiana, attaccante del Central Córdoba (R).

## Palmarès

### Club

#### Competizioni nazionali
- Campionato argentino: 1

Banfield: Apertura 2009